# Corps léger d'intervention
Pour les articles homonymes, voir CLI.
Le 4 novembre 1943, lors de la Seconde Guerre mondiale, en vue d’organiser une présence française dans la lutte contre les Japonais en Indochine, le général de Gaulle décida de créer un corps léger d'intervention (CLI), une unité de commandos entièrement européenne destinée à renforcer les troupes de l'intérieur de l'Indochine, suivant un plan de résistance préparé par le général Mordant, chef de la résistance militaire en Indochine. Son effectif initial de 500 hommes fut ensuite porté à 800 (il doublera par la suite).
Il était placé sous les ordres du général de corps d’armée Roger Blaizot, commandant les forces du Corps expéditionnaire français en Extrême-Orient (CEFEO), au sein duquel il était également prévu d’intégrer la brigade de Madagascar en cours de regroupement, et deux divisions coloniales.
Pris de court par la capitulation japonaise annoncée le 15 août 1945, les premiers éléments du CLI arrivent en Indochine à la mi-septembre et participent, avec les Britanniques et les Chinois (dirigés par le SEAC), au désarmement des forces japonaises. Le gros des troupes du CEFEO débarque début octobre et est bientôt engagé dans la guerre d'Indochine.
Le lieutenant-colonel Albert Lacroix, issu de la promotion Joffre de Saint-Cyr (1930-32), assura le recrutement et l'entraînement du CLI comme chef d'état-major. Il en commanda ensuite le commando léger no 1 en opérations, effectuant ainsi son deuxième séjour en Indochine.

## Historique[3]
Le Corps léger d'intervention a été créé en Afrique française du Nord en 1943, uniquement avec des volontaires rigoureusement sélectionnés, cadres en majorité, militaires d'active, réservistes ou engagés pour la durée de la guerre mondiale, pour servir en Extrême-Orient contre les Japonais et placé sous les ordres du lieutenant-colonel Paul Huard.
Ses commandos ont été mis sur pied et entraînés en Algérie française, puis aux Indes britanniques, à Ceylan ou en Australie par les Britanniques sur le modèle des Chindits du général Orde Charles Wingate employés en Birmanie. Ils sont destinés à être introduits sur les arrières japonais, pour des actions commandos basées essentiellement sur la surprise, la puissance et la précision du feu, suivie de la rupture immédiate du combat, genre où la cohésion et l'efficacité individuelle comptent beaucoup plus que le nombre.

## Les actions de guérilla
Rompus aux opérations de guérilla et à la guerre de jungle, les premiers groupes, sous le nom de « Gaurs », sont parachutés en Indochine dès 1944 par la Force 136 britannique.
Le Gaur "Polaire", nom de code du commando du capitaine Ayrolles, est parachuté au Traninh (Laos) pour préparer le largage du CLI. Pris de court par le coup de force japonais du 9 mars 1945, Ayrolles engage immédiatement le combat. Il fait sauter 8 ponts sur la RC 7, anéantit détachements et convois japonais, fait sauter les soutes du terrain d'aviation et les dépôts du camp de Khan Khai, détruit un dépôt d'essence et de véhicules japonais.
Les Japonais déploient en vain un bataillon pour le détruire. Son action aura retardé de trois semaines l'entrée des Japonais dans Luang Prabang.
Le 17 mars 1945, le Gaur K, du capitaine Cortadellas, est parachuté à Dien Bien Phu. Aux ordres du général Alessandri, il va, en élément retardateur, avec 80 légionnaires rescapés du 3/5 REI, assurer les arrières de la "colonne Alessandri" en retraite vers la Chine, sur des centaines de kilomètres de pistes en haute région, combattant, notamment le 11 avril, à Houei Houn, le 15 avril, à Muang Khua, le 21, à Boun Tai, le 22, à Muong Yo.
Le général Alessandri leur rendra hommage en ces termes :

« La défense de Boun Tai s'est opérée dans les conditions les plus pénibles avec un véritable héroïsme. Luttant pied à pied, dans la pluie, sans ravitaillement, les éléments parachutés en liaison avec ce qui reste du 3/5° contiennent les Japonais et leur infligent de lourdes pertes. Seule l'absence de ravitaillement en munitions les contraignit à se replier sur Boun Neua. »

Le 24 avril, il ne reste du Gaur K que 3 hommes valides, qui arriveront avec leurs blessés à Sze Mao en Chine le 10 mai 1945.
Le 22 mars 1945, le Gaur "Dampierre" est parachuté au Tonkin dans la région de Sơn La pour apporter son aide au groupement Sabattier, également en retraite vers la Chine. Avec le groupe Vicaire, ils sont une quarantaine surpris de nuit et violemment attaqués sur la rivière Noire à Ban Tioum le 28 mars, perdant une dizaine de tués. Ce qui reste du Gaur Dampierre disparaît entièrement le 15 mai près de la frontière de Chine, où arrive également Vicaire avec cinq survivants. Plus des 2/3 de l'effectif ont disparu, dont 40 Européens.
Jusqu'à septembre 1945, 280 missions aériennes de la Force 136 britannique assureront le ravitaillement de ces opérations, dont 51 largueront du personnel CLI ou SAS.
Le Japon ayant capitulé, la mission des Gaurs est d'occuper un maximum de centres avant l'arrivée de l'armée d'occupation chinoise et l'intrusion des groupes nationalistes Lao Issara et Viet Minh. Ainsi, seront provisoirement réoccupés, parfois par la force, grâce à l'appui des Meos de Toubi, les villes de Sam Neua, Xieng Khouang, Dien Bien Phu et Luang Prabang. Le manque de moyens ne permettra pas toujours de s'y maintenir.
Avec un nouveau Gaur K2, Ayrolles est envoyé au Moyen Laos avec les mêmes objectifs, et le même manque de moyens.
Tous, très éprouvés, passeront finalement en Thaïlande, d'où ils rejoindront le CLI à Saïgon le 12 décembre 1945, après plus d'un an de guérilla faite d'épreuves et de vie clandestine.

## Le débarquement en Indochine
Pendant ce temps, le CLI est devenu 5e RIC à son arrivée à Ceylan, pour éviter toute confusion avec le Ceylon Light Infantry. Il est aux ordres du South East Asia Command de Lord Louis Mountbatten.
Il est restructuré à partir de juillet 1945 en vue d'un débarquement aéronaval dans le sud de l'Indochine en trois grandes unités, chacune à l'effectif d'un bataillon :
- Commando léger no 1 (Lacroix)
- Bataillon SAS (Ponchardier)
- Commando léger no 2 (Guennebaud)
- Commando Conus (Ils portent le béret vert des commandos)

et deux unités autonomes :
- Compagnie A
- Compagnie B.

Il est la seule force dont disposera le général Leclerc, arrivé en août, succédant au général Blaizot, pour reprendre pied en Indochine. Le CLI/5°RIC comprend alors 1 700 hommes, dont 200 officiers et 500 sous-officiers.
Sous commandement et uniforme britanniques, intégrée à la 20e division indienne du général Gracey, la compagnie A, envoyée en Birmanie, est aéroportée à Saïgon le 12 septembre 1945.
Après un accord entre le général Gracey et Jean Cédile, commissaire du GPRF, elle réarme, le 21 septembre, les 1 500 militaires français prisonniers du 11e RIC, internés depuis le 9 mars 1945, avec les armes que les Japonais n'ont pas encore pu distribuer aux insurgés Viet Minh. Aux volontaires de l'origine, venus de toutes les armes, s'ajoutent désormais, des légionnaires et des fusiliers marins. Et, avec ces anciens d'Indochine, elle libère Saïgon, le 23 septembre 1945, tient la ville face aux groupes Viet Minh encadrés par des Japonais dissidents, sans pouvoir empêcher le massacre de la cité Héraut, les Britanniques ayant confié la garde des ponts de l'Avalanche aux Japonais, qui laisseront faire. Le 27 septembre, elle doit intervenir d'urgence au Pont Mac Mahon pour contrer l'intrusion d'une forte bande armée dans la ville.
Du 23 au 30 septembre, la Compagnie B, à l'effectif de 60 cadres, est parachutée en Thaïlande, à Nong Khai, pour renforcer clandestinement le Groupement Fabre au Laos. À Vientiane, elle trouve l'armée chinoise. Les ordres étant d'éviter l'affrontement, elle se retire à 15 km au Nord, à Tan Ngon et Ban Keun, où elle est violemment attaquée par des bandes basées en Thaïlande, sur l'autre rive du Mékong.

## La reconquête

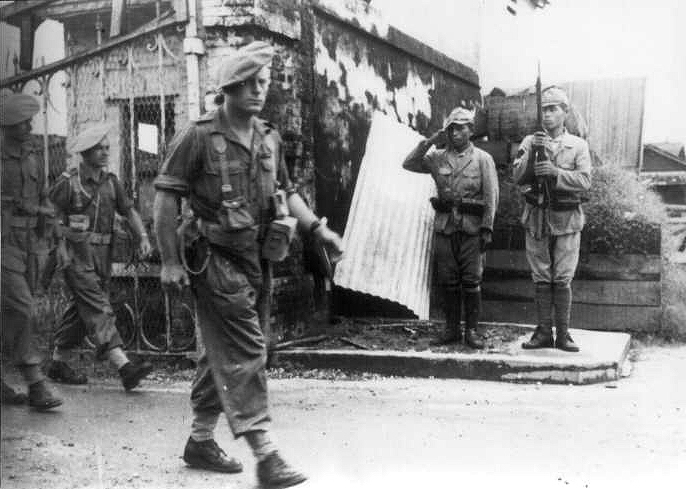
Commando du C.L.I. en Indochine occupée par les Japonais après la capitulation du Japon. Ces derniers leur rendant les honneurs militaires.

Le 3 octobre, le gros du CLI débarque à Saïgon convoyé par le Richelieu et le Triomphant et deux transports britanniques.
Le 10, le bataillon SAS Ponchardier du CLI dégage Phu My, banlieue nord ouest de Saigon, avec des éléments du 11e RIC et la compagnie A.
Le même jour, trois groupes du commando léger no 1 sont aéroportés au Cambodge. Ils y libèrent les Français et rétablissent Norodom Sihanouk sur son trône. Devenus Commandos du Cambodge, ils vont se heurter aux forces thaïlandaises qui occupent la partie ouest du pays, ainsi qu'aux Issaraks et aux Viet Minh, notamment aux ruines d'Angkor, à Battambang, à Hatien, Svay Rieng et en bordure de la plaine des Joncs.
Le 25 octobre, le Groupement Massu de la 2e DB, débarqué du Ville de Strasbourg, lance l'opération Moussac sur le delta du Mékong. Le CLI ouvre la route de My Tho où les chars et véhicules divers de la DB sont bloqués par des coupures de routes. Le bataillon SAS débarqué d'un LCI britannique prend My Tho et pénètre dans dix autres villes du delta du Mékong dont Bến Tre, Can Tho, Vĩnh Long et Trà Vinh pendant que la compagnie A nettoie la région de My Tho-Gocong.
Le Groupement Massu est ensuite engagé au Nord Ouest de Saïgon et nettoie la région de Biên Hòa et la boucle du Donai avec Tan Uyen.
Le commando léger no 1 occupe Tanan où il repousse une forte attaque et purge la région des éléments Viet Minh et japonais.
Le 25 novembre, la compagnie A exécute un raid de 350 km sur les plateaux Moïs, où elle enlève Ban Me Thuot par surprise le 1er décembre. Rappelée à Bu Dop, distant de 250 km le 2 décembre, où elle dépose ses morts et blessés, elle retourne à Ban Me Thuot, le 5 décembre, qu'elle conquiert une seconde fois au prix d'un combat sanglant.
Elle tient ensuite, à un contre dix, la ville encerclée pendant douze jours, jusqu'à l'arrivée du commando léger no 1 auquel elle s'intègre. Ils sont en pointe du groupement Massu sur la RC 21 pour la prise de Ninh Hoa sur la côte d'Annam, après toute une série d'opérations très dures qui leur ont coûté 12 tués et 22 blessés.
Le 18 décembre 1945, le commando léger no 2 du CLI/5°RIC (commandant Guennebaud) débarque à Saigon et participe à des opérations de nettoyage au nord de Saïgon avant d'être envoyé au Laos en février 1946 où il combat sur la RC 13 au nord de Pakse avant de s'emparer de Savannakhet et le 21 mars de Thakhek, après un combat qui lui coûte 9 tués et 13 blessés. Il entre le 25 avril dans Vientiane avec la compagnie B. Après l'évacuation des troupes chinoises, ils poussent jusqu'à Luang Prabang fin mai, reconduisant l'armée chinoise jusqu'à la frontière.
Le 9 mars 1946, le commando léger no 1, également arrivé au Laos sur la RC9 prend en main le dégagement de cet axe entre le Laos et l'Annam. Le 13 mars, il lance la compagnie A à l'assaut de Muong Phine, puis, le 23, tous ses commandos au franchissement de vive force de la rivière Se Bang Hien et à la prise de Tchepone. Il pousse jusqu'à Hué où il entre le 29 mars et délivre la population française.
Revenu au Laos, le CLI/5°RIC est dissous le 1er juillet 1946.

## Épilogue
Le CLI a combattu depuis 1944, du sud au nord de l'Indochine, de Cà Mau à la frontière de Chine, et d'ouest à l'est d'Angkor à la Côte d'Annam. Ses unités ont été citées quatre fois à l'ordre de l'Armée avec l'attribution de 225 citations individuelles et 30 médailles de la Résistance, au prix de 350 tués et blessés, soit 20 % de son effectif. Après sa dissolution, ses cadres ont formé l'ossature de 3 bataillons de chasseurs laotiens, et, après leur rapatriement en métropole, celle des deux premiers bataillons de parachutistes coloniaux. Certains d'entre eux porteront le béret rouge pendant toute leur carrière militaire.